# Горбенко, Вадим Фёдорович
Вадим Фёдорович Горбенко (22 июля 1940, Новоуральский, Омская область — 15 декабря 2013, Курган) — заслуженный тренер РСФСР (по греко-римской борьбе), заслуженный работник физической культуры Российской Федерации.

## Биография
Вадим Фёдорович Горбенко родился 22 июля 1940 года в зерносовхозе «Новоуральский» Новоуральского совхозного поселкового совета Молотовского района Омской области, ныне посёлок Новоуральский — административный центр Новоуральского сельского поселения Таврического района Омской области.
После окончания школы в 1956 году поступил в Омское железнодорожное училище, в этом же году начал заниматься классической (греко-римской) борьбой.
После окончания училища с 1959 по 1963 годы служил в рядах Советской армии. С января 1964 года работал инструктором физкультуры в Курганском областном совете ДСО «Спартак».
В 1965 году на первенстве РСФСР по классической борьбе из-за травмы спины не смог встать на ноги, но врачи сделали всё, чтобы Горбенко вышел на финальную схватку. Вадим Фёдорович завоевал золотую медаль.
С 1965 года начал тренерско-преподавательскую деятельность и всю свою жизнь посвятил развитию греко-римской борьбы в Курганской области.
В 1968 и 1970 гг. на Первенстве РСФСР завоёвывал бронзовые награды. В 1969 году занял 2-е место в командном зачёте на Первенстве РСФСР.
В 1967 году становится призёром Спартакиады народов РСФСР в соревнованиях по вольной борьбе, после чего к мастерскому званию по классической борьбе (с 1961 года) добавляется аналогичное по вольной.
В 1972 году окончил Курганский государственный педагогический институт по специальности «учитель физической культуры средней школы».
После переезда Анатолия Ивановича Демидова в Днепропетровск старшим тренером Курганской области по классической борьбе в 1973 году назначили Вадима Фёдоровича Горбенко. Долгие годы он возглавлял сборную Курганской области по греко-римской борьбе, через которую прошли не один десяток сильнейших спортсменов. Многие из них выступали за различные сборные страны. Он подготовил более ста мастеров спорта СССР и Российской Федерации, трёх мастеров спорта международного класса, одного заслуженного мастера спорта.
С 2005 года директор государственного образовательного учреждения дополнительного образования детей «Областная специализированная детско-юношеская спортивная школа олимпийского резерва № 2».
15 декабря 2013 года принял участие в Эстафете Олимпийского огня в Кургане. Он стал первым участником эстафеты Олимпийского огня в Кургане. В 15:00 состоялась торжественная встреча огня. После того, как он пробежал свой этап эстафеты (200 м), Вадим Фёдорович передал эстафету. Зажигая факел помощнику машиниста электровоза Кайрату Багатчановичу Мурзахметову, он сказал: «Держи крепче». Затем дал интервью. После короткого интервью вместе с другими факелоносцами зашёл во Дворец культуры железнодорожников для получения сертификата. В зале он почувствовал себя плохо — переволновался. Вместе с сыном вышел в фойе. Затем вызвали бригаду скорой помощи. После звонка, уже через семь минут машина стояла у крыльца. В кардиологическом отделении БСМП, куда его доставили в 16:50, уже в агональном состоянии — без давления и с редким пульсом — кардиограмма показала признаки инфаркта и выраженную брадикардию. Врач-кардиолог Олег Львович Якимов вместе с врачом анестезиологом-реаниматологом Центра медицины катастроф Валерием Геннадьевичем Лукьяновым сразу же приступили к выполнению комплекса реанимационных мероприятий. В 17:55 была зафиксирована остановка сердечной деятельности.
Вадим Фёдорович Горбенко скоропостижно скончался от инфаркта 15 декабря 2013 года в кардиологическом отделении БСМП города Кургана Курганской области.
Прощание прошло 18 декабря 2013 года в спортивном комплексе «Молодёжный», 26 мая 2014 года спортивному комплексу присвоено имя Вадима Горбенко.
18 декабря 2013 года Вадима Фёдоровича Горбенко похоронили на кладбище села Кетово Кетовского сельсовета Кетовского района Курганской области, ныне село — административный центр Кетовского муниципального округа той же области.

## Награды
За большой личный вклад в развитие физической культуры и спорта в стране и Курганской области, подготовку спортсменов высочайшего класса, членов сборной команды Российской Федерации по греко-римской борьбе Вадим Фёдорович награждён медалями «За трудовую доблесть», «Ветеран труда», «За полезное», почётным знаком «За заслуги в развитии физической культуры и спорта», Почётными грамотами комитета по обороне Государственной Думы и Курганской областной Думы.
Присвоены звания «Заслуженный тренер РСФСР» (по греко-римской борьбе, 1979), «Заслуженный работник физической культуры Российской Федерации», «Почётный гражданин Курганской области» (27 января 2009).
Горбенко являлся неоднократным победителем областного смотра-конкурса «Лучший тренер года», проводимого управлением по физической культуре, спорту и туризму Курганской области.

## Память
26 мая 2014 года спортивному комплексу «Молодёжный» в Кургане присвоено имя В. Ф. Горбенко.
15 декабря 2014 года открыта мемориальная доска на фасаде здания спортивного комплекса имени В.Ф. Горбенко, г. Курган, ул. Сибирская, 1.

## Семья
- Жена — Маргарита Степановна
- Сын — Игорь

## Известные ученики
- Корбан, Геннадий Владимирович — олимпийский чемпион по греко-римской борьбе
- Меньщиков, Александр Иванович — чемпион мира по греко-римской борьбе